# Johnny Whitworth
Johnny Whitworth, właściwie Jonathan Lance Whitworth Jr. (ur. 31 października 1975 w Charleston) – amerykański aktor filmowy i telewizyjny.

## Życiorys

### Wczesne lata
Urodził się w Charleston w Karolinie Południowej jako trzeci z pięciorga synów Dianne i J. D. Whitwortha. Jego rodzina była pochodzenia angielskiego, irlandzkiego i szkockie. Jego rodzice rozwiedli się. Dzieciństwo spędził w Charleston w Kalifornii Południowej wraz z matką. Gdy był starszy, przeprowadził się z ojcem do Dallas w Teksasie. W 1991 w wieku 16 lat brał udział i wygrał I konkurs „Młody i nowoczesny człowiek”. Niedługo potem wspólnie z matką przeniósł się do Los Angeles, gdzie ukończył Beverly Hills High School z Breckinem Meyerem i Alicią Silverstone. Jako nastolatek pobierał lekcje aktorstwa. Wystąpił w wielu produkcjach teatralnych. Został także dożywotnim członkiem prestiżowego Actors Studio w Nowym Jorku. 

### Kariera
W 1993 zadebiutował w telewizyjnej roli Deana w pilocie sitcomu ABC o tenisistach Zjawisko (Phenom) z Williamem Devane. Następnie wystąpił jako P.K. Strickler w dwóch odcinkach serialu dla nastolatków Ich pięcioro (1994). Nagrywał głos w wielu reklamach i McDonald’s. Po występie w komedii romantycznej Bye Bye, Love (1995), zagrał jedną z głównych ról A.J. w kultowym komediodramacie Empire Records (1995). Francis Ford Coppola zaangażował go do roli młodego pacjenta chorego na raka w dramacie prawniczym Zaklinacz deszczu (1997). W ciągu następnych kilku lat występował w rolach drugoplanowych w produkcjach kinowych i telewizyjnych. W latach 2006–2008 występował w roli detektywa Jake’a Berkeleya w serialu CSI: Kryminalne zagadki Miami.

## Filmografia
Filmy
- 1995: Bye Bye Love jako Max Cooper
- 1995: Empire Records jako A.J.
- 1997: Zaklinacz deszczu jako Donny Ray Black
- 1998: Szalona impreza jako chłopak z gumą (głos)
- 1998: Hell’s Kitchen jako
- 2001: Walentynki jako Max Raimi
- 2006: Dziewczyna z fabryki jako Silver George
- 2007: 3:10 do Yumy jako Darden
- 2008: Patologia jako Griffin Cavenaugh
- 2009: Gamer jako Scotch
- 2011: Jestem Bogiem jako Vernon
- 2011: Ghost Rider 2 jako Ray Carrigan / Blackout

Seriale
- 1994: Ich pięcioro jako P.K. Strickler
- 2001: Nowojorscy gliniarze jako Jason Bazedon
- 2001: Powrót do Providence jako Jason Zeller
- 2002: The Shield: Świat glin jako Effi Montecito
- 2005: Dowody zbrodni jako Maurice Warfield 1978
- 2005: Wzór jako Dante Baker
- 2006: Bez śladu jako Miles Sussmann
- 2006−2010: CSI: Kryminalne zagadki Miami jako Jake Berkeley
- 2014–2015: The 100 jako Cage Wallace
- 2015–2016: Blindspot: Mapa zbrodni jako Markos (Mocno przystojny mężczyzna)
- 2017: Colony jako Solomon